# Pachyptila crassirostris
Pachyptila crassirostris là một loài chim trong họ Procellariidae.